# Адам Браз
Адам Браз (англ. Adam Braz, нар. 7 червня 1981, Монреаль) — канадський футболіст, що грав на позиції захисника. По завершенні ігрової кар'єри — спортивний функціонер. Виступав за низку канадських і закордонних клубів, а також національну збірну Канади. Чемпіон Канади.

## Клубна кар'єра
Адам Браз народився 1981 року в Монреалі. У професійному футболі дебютував 2002 року виступами за команду «Монреаль Імпакт», в якій протягом року взяв участь у 20 матчах чемпіонату. Протягом 2003 року футболіст грав у шведському клубі «Вестерос». У 2004 році Браз повернувся до «Монреаль Імпакт», у складі якого цього разу грав до 2006 року. Протягом 2007 року Браз грав у складі канадського клубу Major League Soccer «Торонто».
У 2008 році футболіст повернувся до клубу «Монреаль Імпакт», у складі якого цього року став чемпіоном Канади. У 2011 році завершив виступи на футбольних полях, після чого працював технічним директором вже у клубі Major League Soccer «Монреаль Імпакт».

## Виступи за збірні
Протягом 1998—2004 років Адам Браз грав у складі молодіжної збірної Канади. На молодіжному рівні зіграв у 16 офіційних матчах, забив 1 гол.
У 2004 році Браз дебютував у складі національної збірної Канади. У складі збірної футболіст був учасником розіграшу Золотого кубка КОНКАКАФ 2005 року та розіграшу Золотого кубка КОНКАКАФ 2007 року. Загалом протягом кар'єри в національній команді, в якій грав до 2007 року, провів у її складі 12 матчів, у яких забитими голами не відзначився.

## Титули і досягнення
- Чемпіон Канади (1):

«Монреаль Імпакт»: 2008